# Młynki (Poniatowa)
Młynki (także Młynki Kraczewskie) – część miasta Poniatowa w Polsce położona w województwie lubelskim, w powiecie opolskim. Leży w południowo-wschodniej części miasta, wzdłuż ulicy o nazwie Młynki.
Dawniej znane jako Młynki Kraczewskie (przymiotnik od wsi Kraczewice Rządowe) w celu odróżnienia ich od sąsiednich Młynków Wronowskich (przymiotnik od wsi Wronów). Obecnie Młynki Wronowskie są częścią wsi Poniatowa.

## Historia
Młynki Kraczewskie to dawna wieś. W latach 1867–1954 należała do gminy Karczmiska w powiecie nowoaleksandryjskim / puławskim, początkowo w guberni lubelskiej, a od 1919 w woj. lubelskim. Tam 14 października 1933 weszły w skład gromady o nazwie Kraczewskie Młynki w gminie Karczmiska, składającej się ze wsi Kraczewskie Młynki, wsi Kraczewice Rządowe, kolonii Sporniak, kolonii Kraczewskie oraz kolonii Młynki Kraczewskie. Następnie gromadę Kraczewskie Młynki przemianowano na Kraczewice Rządowe.
Podczas II wojny światowej Młynki Kraczewskie włączono do Generalnego Gubernatorstwa (dystrykt lubelski, Kreis Pulawy). W 1943 roku liczba mieszkańców Dorfgemeinde Kraczewice Rządowe wynosiła 659. Po wojnie ponownie w województwie lubelskim, nadal jako część gromady Kraczewice Rządowe, jednej z 31 gromad gminy Karczmiska w powiecie puławskm.
W związku z reformą znoszącą gminy jesienią 1954 roku, Młynki włączono do nowo utworzonej gromady Poniatowa. 13 listopada 1954 gromada Poniatowa weszła w skład nowo utworzonego powiatu opolsko-lubelskiego w tymże województwie.
1 stycznia 1956 gromadę Poniatowa zniesiono w związku z nadaniem jej statusu osiedla, przez co Młynki stały się integralną częścią Poniatowej. 18 lipca 1962 Poniatowa otrzymała prawa miejskie, w związku z czym Młynki stały się obszarem miejskim.
1 stycznia 1973, w związku z kolejna reformą administracyjną kraju, Młynki (147 ha) wyłączono z Poniatowej, włączając ją do nowo utworzonej gminy Poniatowa. W latach 1975–1979 należały administracyjnie do województwa lubelskiego.
Samodzielność Młynków utrzymała się niecałe siedem lat, bo już 1 grudnia 1979 włączono je z powrotem do Poniatowej.